# Vasile Curuzan
Vasile Curuzan, född den 19 mars 1974, är en rumänsk kanotist.
Hon tog bland annat VM-silver i K-4 200 meter i samband med Sprintvärldsmästerskapen i kanotsport 2003 i Gainesville, Georgia.